# Пресс, Алексей Александрович
Алексей Александрович Пресс (1857—1930) — российский и советский инженер-технолог, теоретик санитарии, преподаватель, научный писатель по техническим и санитарным вопросам. Считается одним из основоположников охраны труда в России.

## Биография
Окончил курс Санкт-Петербургского технологического института в 1879 году, спустя несколько лет поступил на работу в министерство торговли промышленности, где занимался вопросами охраны труда. В 1896 году Прессу было поручено министерством земледелия и государственных имуществ редактирование книжек («Кустарные ремёсла») по обработке дерева. С 1893 года состоял главным сотрудником журнала «Страховое обозрение». В 1912 году был в числе организаторов Екатеринославского политехнического института, с 1916 года в звании профессора занимал в нём кафедру механической технологии; параллельно с 1915 года возглавил технический отдел Петроградского страхового товарищества. 
В 1917 году совместно с Л. Г. Рабиновичем основал частный Политехнический институт в Екатеринославе.
Принял Октябрьскую революцию, в 1918 году поступил на работу в Петроградский областной отдел труда, где курировал вопросы охраны труда и социального страхования. В 1925 году вышел в отставку с этой должности и сосредоточился на преподавании, поскольку ещё в 1920 году создал факультет социальной техники в Политехническом институте и стал на нём профессором. С 1925 года был главным редактором серии книг «Безопасность труда». Был также главным редактором «Гигиена труда» и множества научных обществ.
Некоторые работы его авторства: «Защита жизни и здоровья рабочих на фабриках и заводах» (1891, 1892 и 1894), «Руководство для борьбы с огнём» (1893 год; удостоено премии на первой пожарной выставке в Санкт-Петербурге), «Искусственное высушивание дерева» (2-е издание — 1895), «Социальная техника» (Петроград, 1918), «Классификация труда по степени безопасности и вредности» (Петроград, 1919). В книге «Торговля и промышленность России», изданной министерством финансов для Чикагской выставки, Пресс поместил статью «Обработка дерева». В 1913—1917 годах был главным редактором издававшегося в Санкт-Петербурге (затем Петрограде) многотомного издания «Охрана жизни и здоровья рабочих в промышленности».
Жена — Мария Яковлевна Лапина
Сын — Пресс Семён Алексеевич (1892, Двинск — ?) — инженер-механик, преподаватель Ленинградского машиностроительного института